# Daniel Arce
Pour les articles homonymes, voir Arce.
Daniel Arce Ibañez, né le 22 avril 1992 à Burgos, est un athlète espagnol, spécialiste du steeple.

## Biographie
Le 26 mai 2018, il établit son record personnel à 8 min 27 s 71 à Oordegem.
Il se qualifie pour la finale des Championnats d’Europe 2018 où il finit 6e. Il est médaillé d'argent aux Championnats ibéro-américains d'athlétisme 2018, derrière le Brésilien Altobeli da Silva.

## Palmarès
| Date | Compétition                   | Lieu     | Résultat | Epreuve         | Temps         |
| ---- | ----------------------------- | -------- | -------- | --------------- | ------------- |
| 2018 | Championnats d'Europe         | Berlin   | 6e       | 3 000 m steeple | 8 min 38 s 12 |
| 2018 | Championnats ibéro-américains | Trujillo | 2e       | 3 000 m steeple | 8 min 36 s 33 |
| 2022 | Championnats d'Europe         | Munich   | 4e       | 3 000 m steeple | 8 min 25 s 00 |
| 2024 | Championnats d'Europe         | Rome     | 5e       | 3 000 m steeple | 8 min 16 s 70 |
| 2024 | Jeux olympiques               | Paris    | 10e      | 3 000 m steeple | 8 min 13 s 80 |

## Records
| Épreuve              | Performance   | Lieu  | Date        |
| -------------------- | ------------- | ----- | ----------- |
| 3 000 mètres steeple | 8 min 10 s 63 | Paris | 9 juin 2023 |